# Sibley (Illinois)
Sibley és una població dels Estats Units a l'estat d'Illinois. Segons el cens del tenia 329 habitants.

## Demografia
Segons el cens del 2000, Sibley tenia 329 habitants, 137 habitatges, i 99 famílies. La densitat de població era de 235,2 habitants/km².
Dels 137 habitatges en un 28,5% hi vivien nens de menys de 18 anys, en un 59,9% hi vivien parelles casades, en un 9,5% dones solteres, i en un 27,7% no eren unitats familiars. En el 27% dels habitatges hi vivien persones soles el 16,8% de les quals corresponia a persones de 65 anys o més que vivien soles. El nombre mitjà de persones vivint en cada habitatge era de 2,4 i el nombre mitjà de persones que vivien en cada família era de 2,84.
Per edats la població es repartia de la següent manera: un 24,3% tenia menys de 18 anys, un 5,5% entre 18 i 24, un 27,4% entre 25 i 44, un 18,5% de 45 a 60 i un 24,3% 65 anys o més.
L'edat mediana era de 42 anys. Per cada 100 dones de 18 o més anys hi havia 93 homes.
La renda mediana per habitatge era de 31.667 $ i la renda mediana per família de 42.500 $. Els homes tenien una renda mediana de 29.167 $ mentre que les dones 20.547 $. La renda per capita de la població era de 21.317 $. Aproximadament el 4,5% de les famílies i el 7,4% de la població estaven per davall del llindar de pobresa.

## Poblacions properes
El següent diagrama mostra les poblacions més properes.